# 김정수 (배우)
김정수(1957년 4월 25일 ~ )는 대한민국의 배우이다.

## 학력
- 한국외국어대학교

## 경력
- 서해대학 방송연예과 강사
- 현대건설 홍보부 부장

## 출연 작품

### 영화
- 《후회하지 않아》 (2006년) - 회사 부장 역
- 《전설의 주먹》 (2013년) - 경찰서장 (과거) 역
- 《집으로 가는 길》 (2013년) - 접대받는 의원2 역
- 《남자가 사랑할 때》 (2014년) - 약사 역
- 《역린》 (2014년) - 노론2 역
- 《하이힐》 (2014년) - 유정 부 역
- 《픽업 아티스트》 (2014년) - 면접관4 역
- 《제보자》 (2014년) - 한국대 협력기관 교수2 역
- 《아무 것도 사라지지 않는다》 (2014년) - 산림감시원 역
- 《워킹걸》 (2015년) - 임원 역
- 《살인의뢰》 (2015년) - 경찰서장 역
- 《화장》 (2015년) - 오산공장 공장장 역
- 《소수의견》 (2015년) - 이광평 역
- 《내부자들》 (2015년) - 조양식 사장 역
- 《판도라》 (2016년) - 2호기 직원 역
- 《고해성사》  (2016년) - 요환신부 역
- 《복어》  (2016년)
- 《보통사람》 (2017년) - 서장 역
- 《원라인》 (2017년) - 서울은행 김부행장 역
- 《택시운전사》 (2017년) - 서울 신문사 부장 역
- 《이수아》 (2017년) - 목사 역
- 《똥가방》 (2017년) - 박명기 역
- 《엄마의 공책》 (2018년) - 대학관계자 역
- 《살인소설》 (2018년) - 당대표 역
- 《휴게소》 (2018년) - 국회의원 역
- 《원더풀 고스트》 (2018년) - 어판장상인 역
- 《해피 투게더》 (2018년) - 남대표 역
- 《그대 이름은 장미》 (2019년) - 판사 역
- 《악질경찰》 (2019년) - 경찰청장 역
- 《공수도》 (2020년) - 도수고 교장 역
- 《종이꽃》 (2020년) - 성길친구 역
- 《영면》 (2021년) - 박편호 역
- 《칠흑》 (2021년)
- 《어나더 미》 (2021년)

### 드라마
- 《수상한 가족》 (MBN, 2012년) - 사진사 역
- 《내 딸 꽃님이》 (SBS, 2012년) - 혜진아버지 역
- 《무자식 상팔자》 (JTBC, 2012년) - 택시기사 역
- 《웰컴 투 힐링타운》 (TV조선, 2012년)  - 가짜공무원 역
- 《마의》 (MBC, 2012년) - 전의감 역
- 《그 겨울, 바람이 분다》 (SBS, 2013년) - 명호아버지 역
- 《출생의 비밀》 (SBS, 2013년) - 수창선배 역
- 《너의 목소리가 들려》 (SBS, 2013년) - 우성식 센터장 역
- 《잘났어, 정말!》 (MBC, 2013년) - 부동산중개인 역
- 《왕가네 식구들》 (KBS2, 2013년) - 청소부 역
- 《은희》 (KBS2, 2013년) - 가게주인 역
- 《인형의집》 (웹드라마, 2014년) - 김집사 역
- 《나의 유감스러운 남자친구》 (MBC 드라마넷, 2015년) - 최이사 역
- 《막돼먹은 영애씨 15》 (tvN, 2016년) - 상가협회장 역
- 《옥중화》 (MBC, 2016년) - 의금부판사 박찬종 역
- 《마녀의 법정》 (KBS2, 2017년) - 박명회 총리 역
- 《별별 며느리》 (MBC, 2017년) - 김박사 역
- 《도둑놈, 도둑님》 (MBC, 2017년) - 감정사 역
- 《세상에서 가장 아름다운 이별》 (tvN, 2017년) - 시동생 역
- 《라이브》 (tvN, 2018년)
- 《트랩》 (OCN, 2019년)
- 《더 뱅커》 (MBC, 2019년)
- 《자백》 (tvN, 2019년)
- 《검법남녀 2》 (MBC, 2019년)
- 《보이스 3》 (OCN, 2019년)
- 《맛 좀 보실래요》 (SBS, 2019년) - 한정원의 아버지 역

### 방송
- 《강연 100℃》 (KBS2, 2014년)

## 저서
- 《티그리스강의 아침》